# Urbano Zea
Urbano Zea, né le 6 août 1942, à Ciudad Juárez, au Mexique, est un ancien joueur mexicain de basket-ball. 